# Antu (India)
Antu è una suddivisione dell'India, classificata come nagar panchayat, di 7.740 abitanti, situata nel distretto di Pratapgarh, nello stato federato dell'Uttar Pradesh. In base al numero di abitanti la città rientra nella classe V (da 5.000 a 9.999 persone).

## Geografia fisica
La città è situata a 26° 3' 0 N e 81° 55' 0 E e ha un'altitudine di 92 m s.l.m..

## Società

### Evoluzione demografica
Al censimento del 2001 la popolazione di Antu assommava a 7.740 persone, delle quali 4.007 maschi e 3.733 femmine. I bambini di età inferiore o uguale ai sei anni assommavano a 1.275, dei quali 682 maschi e 593 femmine. Infine, coloro che erano in grado di saper almeno leggere e scrivere erano 4.555, dei quali 2.815 maschi e 1.740 femmine.